# 10 Świętokrzyska Brygada Obrony Terytorialnej

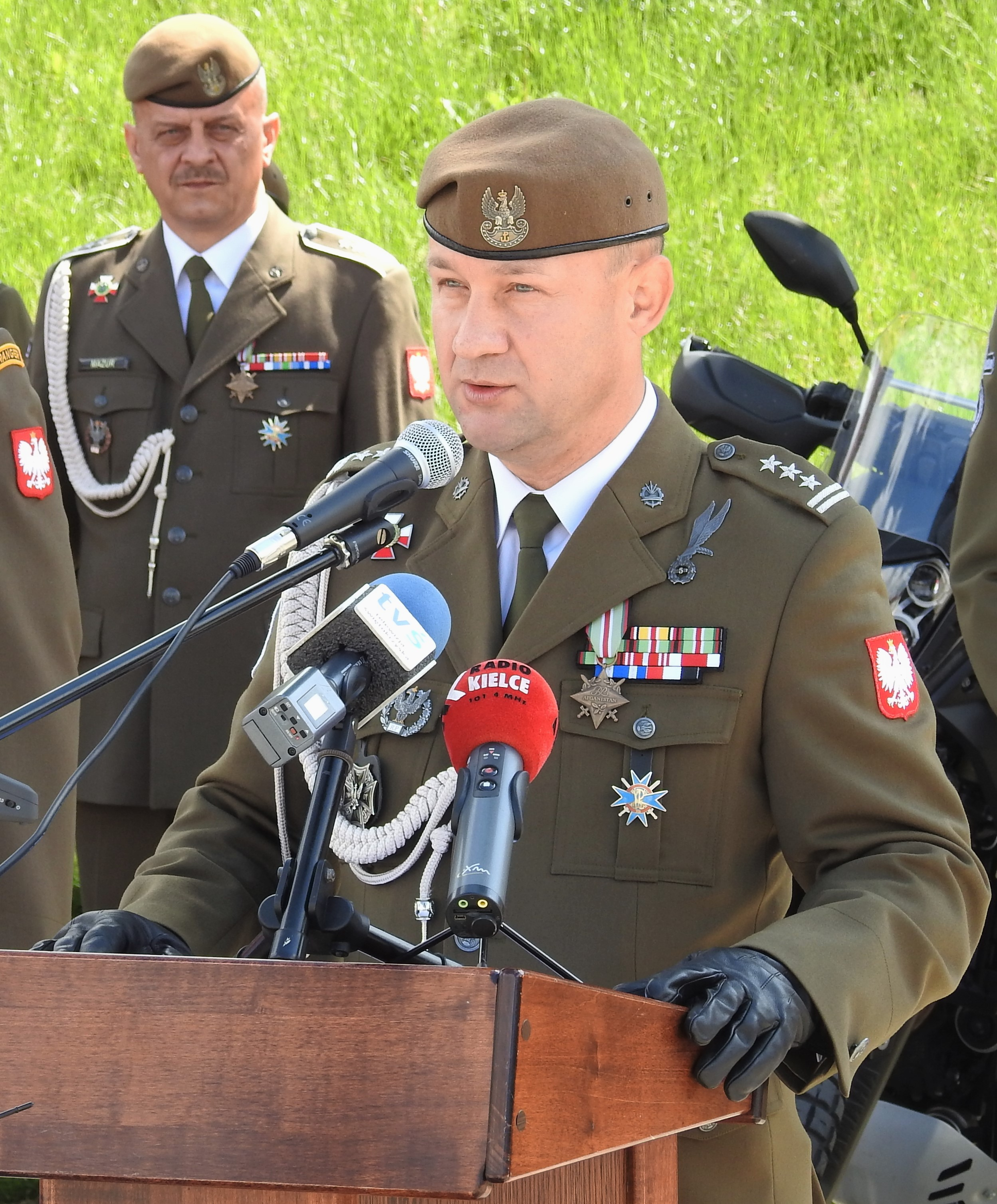
Płk Piotr Hałys, dowódca 10 Świętokrzyskiej Brygady Obrony Terytorialnej. (Kielce, 11.06.2022)

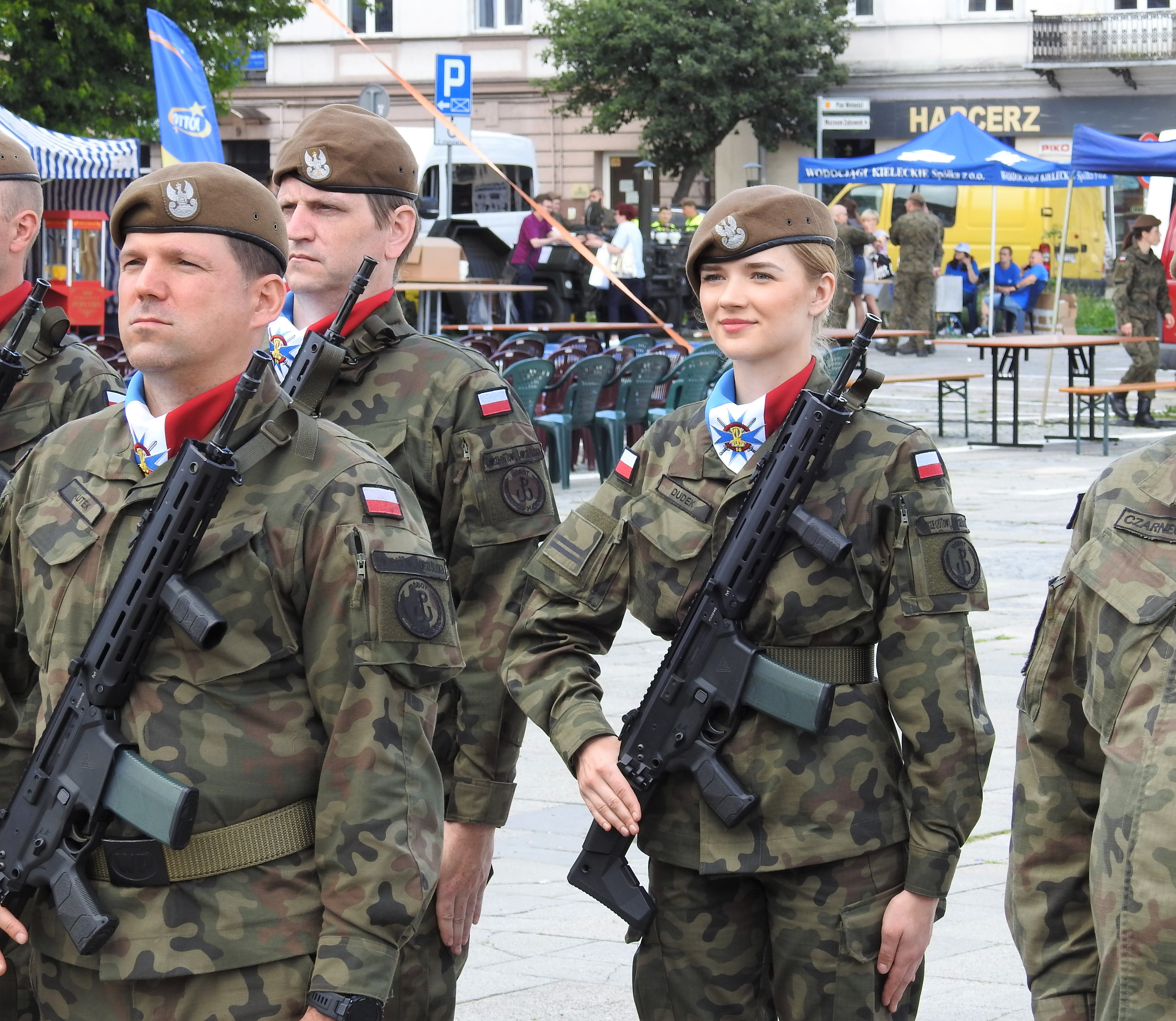
Żołnierze brygady

10 Świętokrzyska Brygada Obrony Terytorialnej im. mjr. Eugeniusza Gedymina Kaszyńskiego, ps. „Nurt” (10 ŚBOT) – związek taktyczny Wojsk Obrony Terytorialnej Wojska Polskiego.

## Struktura organizacyjna
Struktura w 2021 :
- Dowództwo Brygady – Kielce
- 10 kompania dowodzenia
- 10 kompania logistyczna
- 10 kompania saperów
- 10 kompania wsparcia
- 101 batalion lekkiej piechoty – Kielce
- 102 batalion lekkiej piechoty – Sandomierz
- 103 batalion lekkiej piechoty – Ostrowiec Świętokrzyski

Insygnia
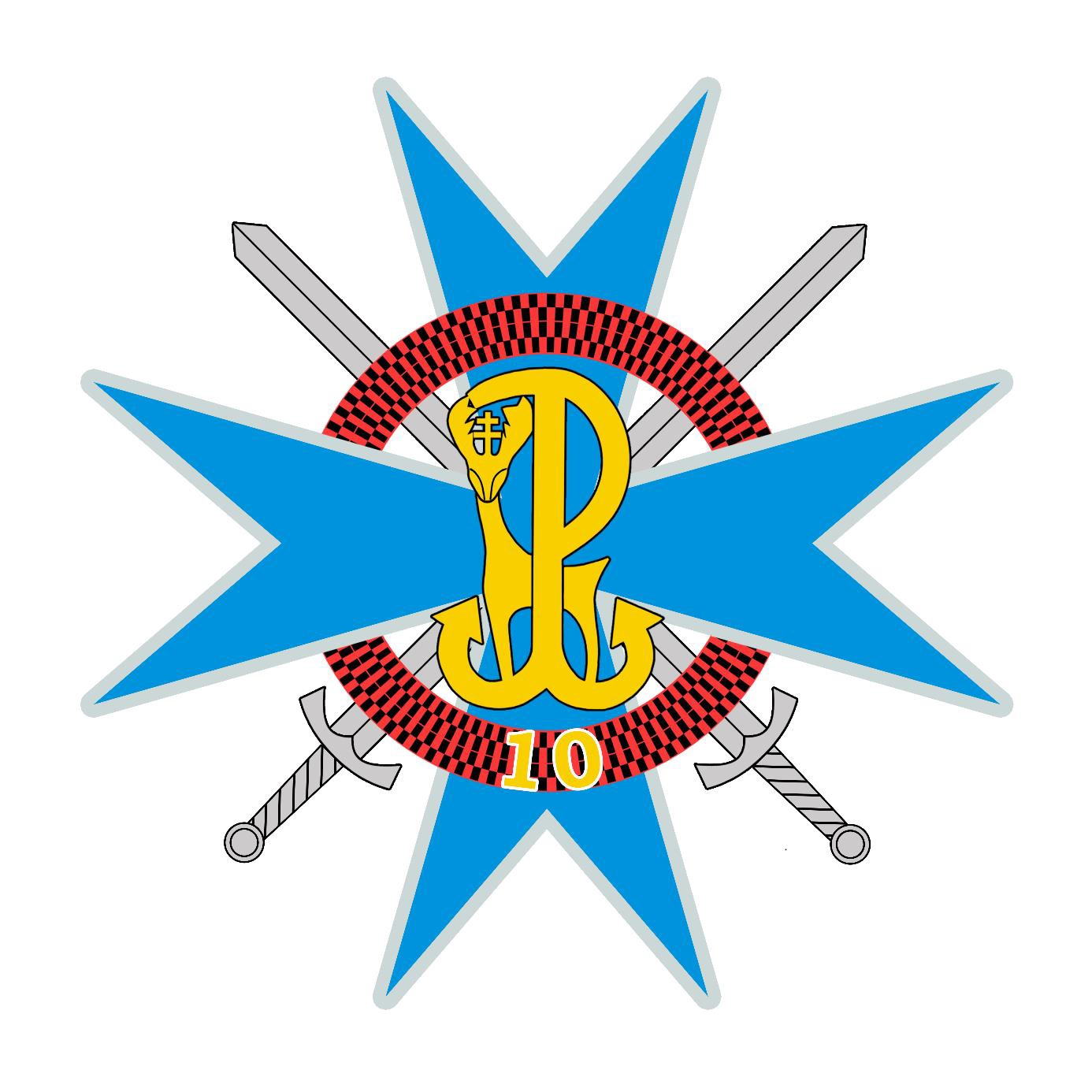
Odznaka pamiątkowa
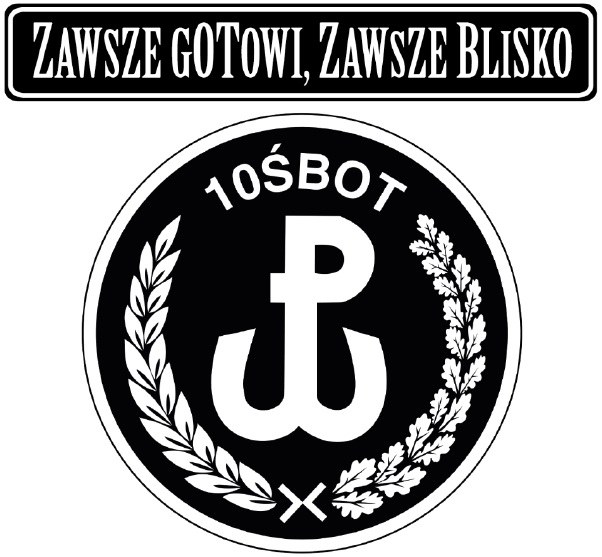
Oznaka rozpoznawcza na mundur wyjściowy
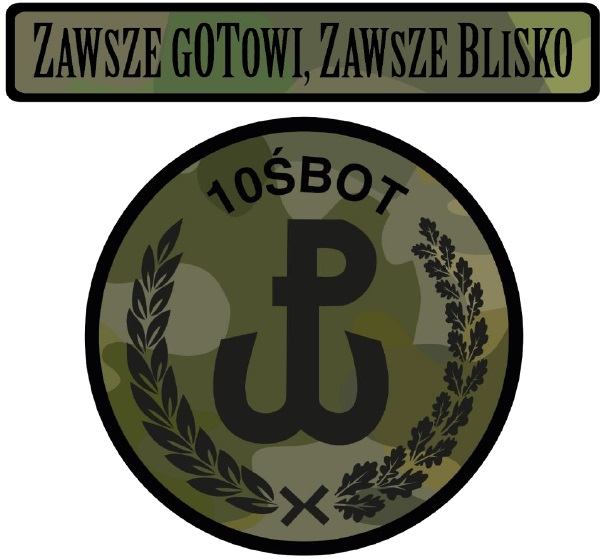
Oznaka rozpoznawcza na mundur polowy

## Dowódcy brygady
- płk Artur Barański (2018–27.09.2019)[2]
- płk Grzegorz Motak (27.09.2019-20.06.2021)
- płk Piotr Hałys (20.06.2021-28.02.2023)[3]
- płk Sławomir Machniewicz (od 01.03.2023-nadal)[3]